# Калонн, Альфонс-Бернар
Альфонс-Бернар Калонн (виконт de Calonne; 1818 — 1902) — французский литератор и публицист.

## Биография
В 1848 году вместе с Ксавье де Монтепеном написал «Trois journées de février» и «Gouvernement provisoire, histoire anecdotique de ses membres». С 1852 издавал «Revue contemporaine», журнал сначала легитимистского направления, получавший субсидию от императора, пока в 1868 статьи Эмиля Кератри о мексиканской экспедиции не привели к разрыву Калонна с правительством.
Калонн напечатал ряд романов, повестей и политических брошюр, иногда под псевдонимом A. de Bernard: «Le Portrait de la marquise», «La Ferme de moines», «Les Epreuves d’une héritière», «De la défense des côtes en Angleterre» (1859), «La Pologne devant les conséquences du traite de Vienne» (1861), «M. Ratazzi et la crise italienne» (1861) и др. Под псевдонимом Toison d’Or К. в книге «Noblesse de contrebande» собрал интересные сведения о различных подложных генеалогиях.